# Форт-Калгун (Небраска)
Форт-Калгун (англ. Fort Calhoun) — місто (англ. city) в США, в окрузі Вашингтон штату Небраска. Населення — 1108 осіб (2020).

## Географія
Форт-Калгун розташований за координатами 41°27′22″ пн. ш. 96°1′34″ зх. д. / 41.45611° пн. ш. 96.02611° зх. д. (41.456247, -96.026210).  За даними Бюро перепису населення США в 2010 році місто мало площу 1,68 км², уся площа — суходіл.

## Демографія
Згідно з переписом 2010 року, у місті мешкало 908 осіб у 391 домогосподарстві у складі 253 родин. Густота населення становила 540 осіб/км².  Було 413 помешкання (246/км²).
Расовий склад населення:
| - 96,7 % — білих - 0,2 % — корінних американців - 0,2 % — чорних або афроамериканців - 0,1 % — вихідців з тихоокеанських островів - 0,1 % — азіатів |

До двох чи більше рас належало 2,0 %. Частка іспаномовних становила 3,2 % від усіх жителів.
За віковим діапазоном населення розподілялося таким чином: 24,9 % — особи молодші 18 років, 59,4 % — особи у віці 18—64 років, 15,7 % — особи у віці 65 років та старші. Медіана віку мешканця становила 41,4 року. На 100 осіб жіночої статі у місті припадало 105,9 чоловіків;  на 100 жінок у віці від 18 років та старших — 93,8 чоловіків також старших 18 років.
Середній дохід на одне домашнє господарство  становив 62 785 доларів США (медіана — 57 404), а середній дохід на одну сім'ю — 94 363 долари (медіана — 89 375). За межею бідності перебувало 5,9 % осіб, у тому числі 6,9 % дітей у віці до 18 років та 16,4 % осіб у віці 65 років та старших.
Цивільне працевлаштоване населення становило 351 осіб. Основні галузі зайнятості: освіта, охорона здоров'я та соціальна допомога — 32,8 %, будівництво — 11,4 %, транспорт — 10,8 %, публічна адміністрація — 10,5 %.